# Бабно Полє
Бабно Полє (словен. Babno Polje) — поселення в общині Лошка Долина, Регіон Нотрансько-крашка, Словенія. Висота над рівнем моря: 761 м.